# Ceraclea floridana
Ceraclea floridana är en nattsländeart som först beskrevs av Banks 1903.  Ceraclea floridana ingår i släktet Ceraclea och familjen långhornssländor. Inga underarter finns listade i Catalogue of Life.